# Spettro atomico
Lo spettro in chimica e  fisica è la figura di diffrazione creata dalla scomposizione della luce o, più in generale, da quella delle radiazioni elettromagnetiche proveniente da una sorgente in funzione con una certa lunghezza d'onda (o, il che è equivalente, frequenza o numero d'onda) mediante il passaggio attraverso un prisma di vetro o un reticolo di diffrazione. Il ramo della chimica e della fisica che si occupa dello studio degli spettri e delle tecniche per realizzarli si chiama spettroscopia.
Lo studio degli spettri permette di individuare univocamente una certa specie chimica; infatti, il modello atomico di Bohr prevede che un atomo possa assorbire o emettere radiazione elettromagnetica di lunghezza d'onda ben determinata che cambia a seconda dell'elemento o ione che si osserva. 

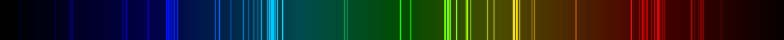
Spettro di emissione dell'Azoto

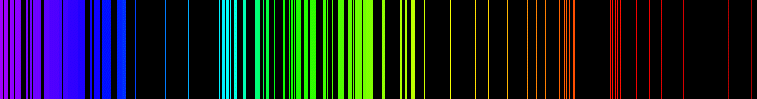
Spettro di emissione del Ferro.

## Gli spettri atomici tra fisica classica e fisica moderna
Il problema della corretta interpretazione degli spettri atomici ha rappresentato storicamente un problema d'importanza fondamentale per il superamento della fisica classica. La sua soluzione, attraverso la quantizzazione dell'energia delle orbite degli elettroni nel modello atomico di Bohr dell'atomo di idrogeno, ha costituito, assieme al problema dell'emissione del corpo nero risolto da Planck e all'effetto fotoelettrico spiegato da Einstein, un altro mattone per la nascita della teoria dei quanti o meccanica quantistica e, più in generale, di tutta la successiva fisica moderna.

## Realizzazione di uno spettro
Per ottenere uno spettro, si utilizza il seguente sistema. La luce emessa dalla stella (o più in generale da una qualsiasi sorgente luminosa) passa attraverso una sottile fenditura posta nel piano focale di una lente. L'insieme fenditura-lente costituisce il collimatore. Dalla lente emerge un fascio di raggi paralleli che incide ortogonalmente sul reticolo. I raggi trasmessi dal reticolo secondo una certa direzione θ sono focalizzati da un sistema di due lenti, che costituiscono il telescopio, e possono essere osservati direttamente con l'occhio. Si osservano delle righe caratteristiche solo a determinati angoli, come previsto dalla relazione:
{\displaystyle \sin {\theta _{\lambda }}=m\cdot {\frac {\lambda }{d}}}
Dove d rappresenta il passo del reticolo, ovvero la distanza tra due fenditure, m è un qualsiasi numero intero, λ è la lunghezza d'onda e θ l'angolo formato dal telescopio. A questa riga si dà il nome di riga spettrale. L'insieme delle righe spettrali forma lo spettro di emissione della sostanza che costituisce la sorgente, ovvero la nostra stella. Gli spettri di emissione si distinguono in:
- spettri a righe: corrispondenti ad una successione discreta di lunghezze d'onda e quindi di righe spettrali
- spettri a bande: nei quali le righe sono addensate con continuità nell'intorno di certe lunghezze d'onda, formando delle bande tra loro separate
- spettri continui: consistenti in una successione continua di lunghezze d'onda all'interno di un intervallo relativamente largo.

Gli spettri a righe e gli spettri a bande sono emessi da gas e vapori a pressione non troppo elevate. I primi sono dovuti ad atomi isolati, i secondi a molecole biatomiche o pluriatomiche. 
Essi sono caratteristici degli elementi che li emettono; non vi sono spettri comuni a due elementi e neppure singole righe. Questo è dovuto alle differenze energetiche tra gli orbitali dei vari atomi. Quando un elettrone eccitato scende di uno o più orbitali, emette un fotone la cui energia è data da:
{\displaystyle E=h\cdot {\nu }}
dove h è la costante di Planck e ν la frequenza della radiazione. 

Serie delle righe spettrali dell'atomo d'idrogeno.

Nell'atomo di idrogeno, i salti quantici di un elettrone tra gli orbitali sono descritti dall'equazione di Rydberg:
{\displaystyle {\frac {1}{\lambda }}={\frac {m_{e}e^{4}}{8ch^{3}\varepsilon _{0}^{2}}}\left({\frac {1}{n^{2}}}-{\frac {1}{m^{2}}}\right)=R_{\mathrm {H} }\left({\frac {1}{n^{2}}}-{\frac {1}{m^{2}}}\right)}
con λ lunghezza d'onda della radiazione, RH costante di Rydberg, n ed m numeri interi positivi con m > n (i due termini, la cui differenza dà una riga spettrale, rappresentano i livelli energetici atomici della transizione).  me ed e sono rispettivamente la massa e la carica dell'elettrone, c la velocità della luce, h la costante di Planck ed {\displaystyle {\varepsilon _{0}}} la costante dielettrica nel vuoto. Nello spettro dell'idrogeno questa relazione rende conto perfettamente della presenza di alcune serie di righe, chiamate di Lyman K (n = 1) nell'ultravioletto, di Balmer L (n = 2), parzialmente nello spettro visibile, di Paschen M (n = 3), Brackett N (n = 4), Pfund O (n = 5) e Humphreys P (n = 6) nell'infrarosso.
La serie di Balmer, l'unica a cadere parzialmente nel visibile, corrisponde alla transizione dai livelli più energetici al livello L (n = 2). La riga più importante di questa serie è chiamata Lα o  Hα (H sta per idrogeno); la sua lunghezza d'onda è circa 6563 Å, che corrisponde a radiazione rossa, ed è data dalla transizione dell'elettrone tra i livelli M (n = 3) ed L (n = 2). 
Il fatto che non esistano atomi con spettri uguali è alla base della spettroscopia.
Gli spettri continui sono invece emessi da solidi e liquidi portati a temperatura elevata, è il caso di una lampadina, o dal plasma di cui sono composte le stelle. Le caratteristiche degli spettri di emissione dipendono dalla temperatura di equilibrio, e si può dire che con buona approssimazione alla stessa temperatura tutti i corpi hanno lo stesso spettro di emissione. 
Spettri ad emissione sono quelli provenienti dalle nebulose o dalle nubi di gas interstellare.

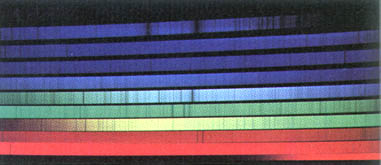
Spettro del Sole, con le linee di assorbimento

Lo spettro di una stella, come detto in precedenza, appare continuo. Tuttavia, nel 1814, l'astronomo tedesco Fraunhofer individuò parecchie righe nere a diverse lunghezze d'onda nello spettro del Sole. Esse provengono dagli elementi presenti nell'atmosfera della stella: ogni atomo assorbe la stessa radiazione che è in grado di emettere, sottraendo così delle lunghezze d'onda allo spettro del Sole. Come per l'emissione, non esistono due spettri di assorbimento uguali. Il meccanismo è speculare a quello dell'emissione: un elettrone non eccitato dell'atomo assorbe un fotone di data energia e "salta" in un orbitale più energetico.
Dalla lunghezza d'onda delle righe, è possibile riconoscere l'elemento che le ha generate. Con questo metodo, è stato possibile comprendere quale sia la composizione delle atmosfere stellari e si promette allo stesso tempo di studiare anche la composizione dei pianeti extrasolari che si stanno via via scoprendo.